# جيش البرزخ
جيش البرزخ (بالفنلندية: Kannaksen Armeija)‏ كان أحد تشكيلات الجيش الفنلندي أثناء حرب الشتاء. كان يتمركز في البرزخ الكاريلي وكان أكبر تشكيلات للجيش الفنلندي.

## القادة
جنرال هوغو أوسترمان (حتى 19 فبراير 1940)
جنرال إريك هاينريكس (بعد 19 فبراير 1940)